# Campaña de Malasia
La Campaña de Malasia es el nombre que recibe la ofensiva expansionista japonesa que llevó a la ocupación de Tailandia y a la expulsión de las tropas británicas de Malasia y Singapur. Se inició el 8 de diciembre de 1941 y terminó con la batalla de Singapur el 31 de enero de 1942.
La Campaña de Malasia, a la que las fuentes japonesas denominan Operación Malaya (馬来作戦, Maree Sakusen), fue una campaña militar librada por las fuerzas japonesas contra las del Imperio Británico y aliados suyos en Malasia, del 8 de diciembre de 1941 al 15 de febrero de 1942 durante la Segunda Guerra Mundial. Estuvo dominada por batallas terrestres entre unidades del ejército de la Mancomunidad Británica de Naciones y el Ejército Imperial Japonés, con pequeñas escaramuzas al comienzo de la campaña entre la Mancomunidad Británica y la Policía Real Tailandesa. Los japoneses tuvieron supremacía aérea y naval desde los primeros días de la campaña. Para las fuerzas británicas, indias, australianas y malayas que defendían la colonia, la campaña fue un desastre total.
La operación es notable por el uso japonés de infantería moviéndose en bicicleta, que permitió a las tropas llevar más equipo y moverse rápidamente a través del espeso terreno selvático. Los Ingenieros Reales ingleses, equipados con cargas de demolición, destruyeron más de cien puentes durante la retirada, pero esto hizo poco para retrasar a los japoneses. Para cuando los japoneses capturaron Singapur, habían sufrido 14.768 bajas. Las pérdidas aliadas alcanzaron a 130.246 soldados, incluyendo alrededor de 7.500 a 8.000 muertos, más de 11.000 heridos y más de 120.000 desaparecidos o capturados.

## Antecedentes
Después de la derrota japonesa en Khalkhin Gol en 1939, la Armada Imperial Japonesa había favorecido la expansión territorial en el sudeste del océano Pacífico, donde se encontraban las colonias europeas. El Reino Unido, la nación con más colonias en la región, empezó a preparar el fortalecimiento de su flota estacionada en la península de Malaca, no obstante, se descuidaron otras ramas de las Fuerzas Armadas, de manera casi negligente. En efecto, los aeródromos británicos de Malasia fueron abastecidos con los problemáticos cazas Brewster Buffalo, que sin prueba alguna, fueron considerados mejores que los cazas japoneses. El envío de la poderosa flota prometida a Singapur fue demorada continuamente, y luego fue cancelada. De esta manera, para el inicio del ataque nipón, la cantidad de aviones, tanques y navíos en Malasia solamente eran una fracción de lo inicialmente planeado.
La ocupación japonesa de Indochina en 1940 había revelado abiertamente las intenciones niponas, y Estados Unidos, los Países Bajos y el Reino Unido impusieron un embargo a Japón. Este país se enfrentó entonces a una crisis de suministros, especialmente de petróleo, y después de que el gobierno militar y nacionalista japonés se negara a buscar una salida diplomática al embargo económico, los ejércitos japoneses se prepararon para atacar las colonias de las tres naciones occidentales implicadas, al mismo tiempo.
El General Conde Hisaichi Terauchi recibió el comando del Ejército del Sur, encargado de la toma de las colonias occidentales durante la ejecución de la operación Z, el ataque a Pearl Harbor. El Teniente General Tomoyuki Yamashita comandaría el 25º Ejército, que debería tomar Malasia y Singapur, colonias británicas. El Teniente General Masaharu Homma capturaría las Filipinas, bajo control estadounidense, con el 14º Ejército.
El 5 de diciembre de 1941 zarpa un convoy japonés desde Saigón hacia Malasia al mando del general Tomoyuki Yamashita. El convoy es avistado por un avión de reconocimiento británico al día siguiente, el 7 de diciembre otro avión es enviado para conocer la naturaleza del convoy, pero el avión es derribado y muere toda su tripulación. Para una situación de este tipo se había diseñado la operación Matador, que consistía en la destrucción de la flota enemiga por medio de la RAF antes de que pudiese desembarcar sus soldados en las playas. No obstante, el comandante regional de la RAF, el Mariscal del Aire Robert Brooke-Popham, retrasó su decisión, y la flota pudo acercarse al centro de Malasia sin ser atacada.

## Invasión de Tailandia

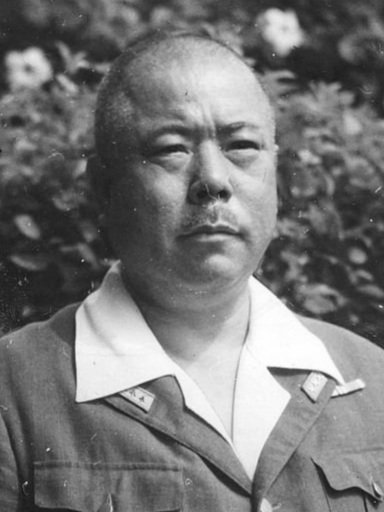
Teniente general Tomoyuki Yamashita, comandante del 25.º Ejército japonés.

Antes de la invasión de Malasia, el gobierno japonés había intentando sin éxito obtener el permiso del gobierno tailandés para pasar tropas por su territorio hacia el sur. En la pasada guerra franco-tailandesa, Japón había sido intermediario entre ambas naciones, y había negociado el cese de territorio de la Indochina francesa a Tailandia. Por estas razones, el primer ministro de Tailandia, Plaek Phibunsongkhram, había mostrado interés en forjar una alianza con Japón, pero al mismo tiempo había solicitado garantías a los Estados Unidos y al Reino Unido en caso de una invasión nipona. Ninguna de las potencias angloparlantes le había concedido las garantías a Tailandia, pero Phibunsongkhram no permitió el cruce de las tropas niponas.
Para el 8 de diciembre, los japoneses entraron a Tailandia de todas maneras, pero a las pocas horas de iniciarse los combates con los guardias fronterizos, el gobierno tailandés solicitó un cese al fuego, y luego declaró la guerra a los Estados Unidos y al Reino Unido.

## Invasión de Malasia

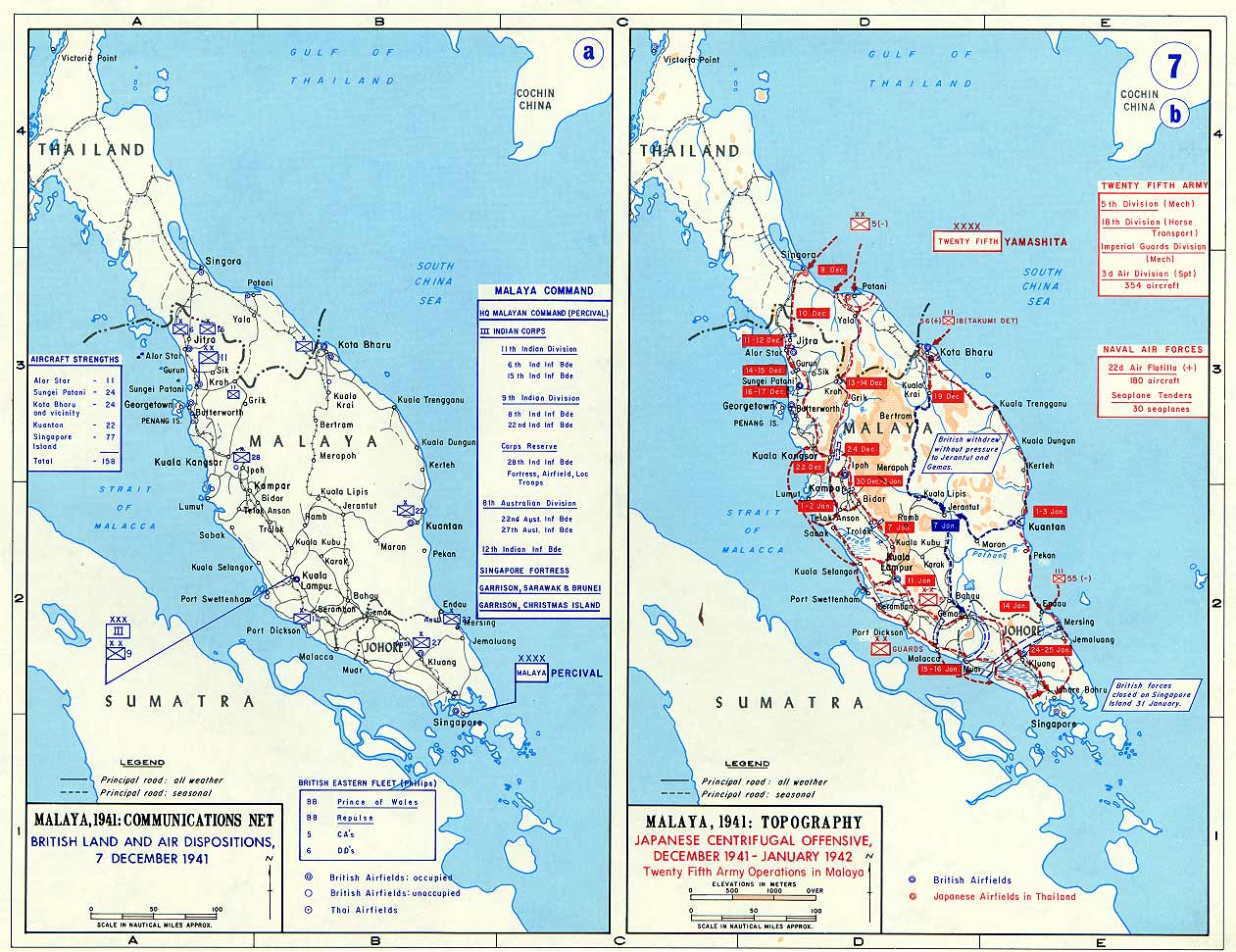
Mapa de la campaña malaya

Al mismo tiempo que se iniciaba la invasión de Tailandia en el norte, se realizaron desembarcos anfibios en la playas de Kota Bharu, Malasia y Songkhla y Pattani, Tailandia. A las 4 de la madrugada, Singapur fue bombardeada por primera vez en su historia.
El avance japonés por Malasia fue rápido, las unidades indias que se opusieron al ataque fueron aisladas, gracias al rápido movimiento de la infantería japonesa por la jungla. La falta de tanques fue un factor clave en la derrota británica.
La principal arma del Imperio Británico en el Sudeste de Asia era la Fuerza Z, una fuerza naval conformada por dos acorazados y cuatro destructores. Hasta entonces se había pensado utilizar como fuerza disuasiva, para el Almirante Tom Phillips, al mando de la flota, decidió usarla activamente. No obstante, el 10 de diciembre de 1941, el HMS Prince of Wales y el HMS ''Repulse'' fueron hundidos por aviones japoneses en la batalla del golfo de Siam, muriendo el almirante Phillips en la batalla.
Los planes de contingencia británicos, que limitarían las cabezas de playa japonesas, fueron activados tardíamente, y sin apoyo naval, la defensa norte de Malasia fue aplastada. Los cazas Brewster Buffalo británicos no fueron rivales para los Zeros enemigos, que pronto obtuvieron la superioridad aérea.
Para el 23 de diciembre el desastre británico era evidente, y aunque varios oficiales al mando fueron reemplazados, no se obtuvieron resultados positivos ya que la carencia de tanques, aviones y apoyo naval no podía ser compensada.

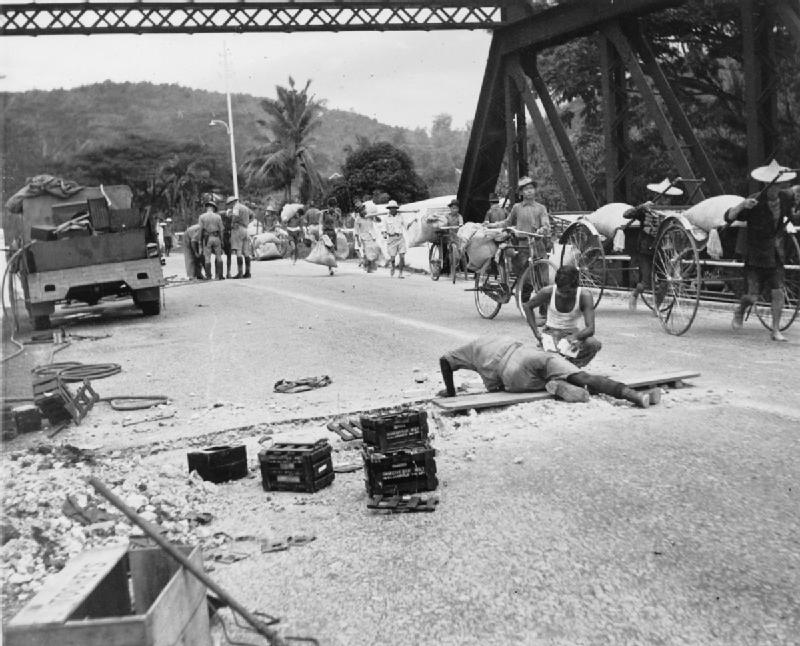
Los ingenieros reales ingleses se preparan para volar un puente cerca de Kuala Lumpur durante la retirada.

El 11 de enero de 1942, Kuala Lumpur fue tomada sin resistencia, ya que los soldados británicos, australianos e indios se retiraban a Singapur, donde pensaban resistir indefinidamente.
A mediados de enero, los invasores llegaron a Johor, donde el 14 de enero, se enfrentaron por primera vez con la 8ª División Australiana, al mando del Mayor General Gordon Bennett, quienes defendieron con fiereza un puente que luego demolieron. Los japoneses lo repararon en seis horas, pero en los enfrentamientos perdieron unos 700 efectivos.
Desde entonces, las tropas británicas se fueron retirando al sur de la península, dejando tropas indias para contener el avance enemigo. Muchas de estas tropas fueron diezmadas al ser aisladas con facilidad.
El 27 de enero, el teniente general Arthur Ernest Percival recibió el permiso del General Archibald Wavell para permitir que todas sus tropas cruzasen el estrecho de Johor y se atrincherasen en la isla de Singapur.

## Batalla de Singapur

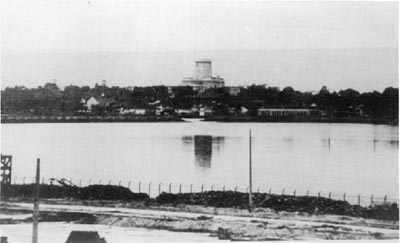
Una vista de la calzada, destruida después de la retirada aliada, con el hueco visible en el medio.

El 31 de enero las fuerzas británicas abandonaron Malasia, a excepción de algunas unidades rezagadas, y el camino artificial entre Johor y Singapur fue destruido parcialmente. Esto no evitó que en los siguientes días, soldados japoneses disfrazados como civiles de Singapur cruzasen el estrecho en botes inflables. Unos 50.000 soldados británicos fueron capturados en la campaña de Malasia, aunque la cifra se incrementaría con la caída de Singapur.
Antes de intentar cruzar en masa el estrecho de Johor, los cazas japoneses se aseguraron el control del aire sobre Singapur. La llegada de diez Hawker Hurricane desafió la superioridad técnica de los cazas japoneses, pero el número de estos aviones era tan bajo que era imposible lograr una diferencia. Desde el 9 de febrero, los japoneses dominaron el espacio aéreo sin oponentes. El 8 de febrero se inició el cruce masivo hacia Singapur, y aunque los defensores australianos se habían plantado en las playas, la superior artillería enemiga aprovechó los puntos débiles de las líneas defensivas para abrir paso a la infantería de Japón.
Una vez en la isla, las tropas de Yamashita encontraron pocos problemas para desbordar las líneas defensivas británicas en el norte de la isla. Percatándose de lo inevitable, Archibald Wavell trasladó todos los aviones en la región a las Indias Orientales Neerlandesas, pero inmediatamente recibió un telegrama del primer ministro Winston Churchill, donde le decía que en vista de la superioridad numérica británica, la batalla debía lucharse hasta el final y, de ser necesario, "los oficiales deberían morir con sus hombres".
El 11 de febrero, Yamahashita solicitó la rendición británica a su comandante, Arthur Percival, quien accedió el 15 de febrero, al no contar con municiones y suministros suficientes para montar algún contraataque, ni siquiera una defensa coherente.

## Consecuencias

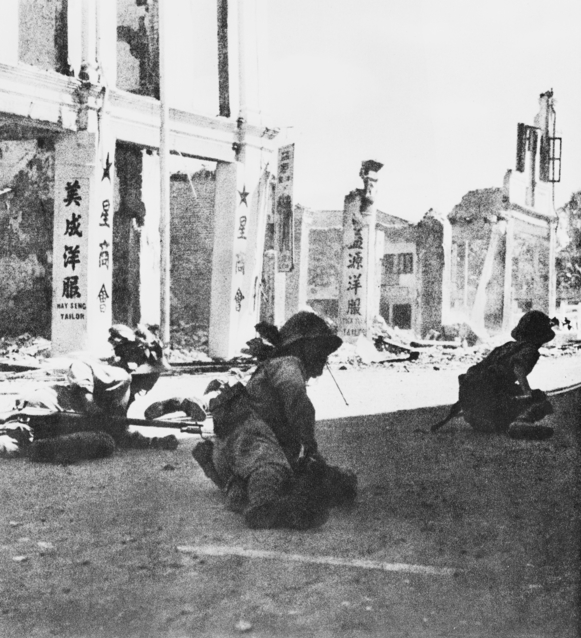
Las tropas del Ejército Imperial Japonés se agachan en una calle de Johor Bahru en las etapas finales de la campaña malaya.

Unos 80 mil soldados del imperio británico fueron capturados tras la caída de Singapur, lo que constituye su peor derrota en la historia. Unos 40 mil de esos soldados eran de la India, y 30.000 de estos se unieron al Ejército Nacional Indio, que luchó contra los británicos en la campaña de Birmania.
Después de la batalla, Malasia y Singapur estuvieron bajo control japonés, y Tailandia colaboró estrechamente con Japón para invadir a la Burma británica. En Singapur se intentó llevar una limpieza étnica de la población china, que no logró sus objetivos, debido a la abrumadora cantidad de chinos étnicos en la isla. No obstante, se estima que entre 25.000 y 50.000 chinos de Singapur murieron durante la administración japonesa de la isla.
En junio de 1944, cuando la derrota de Japón en Birmania era evidente, el primer ministro de Tailandia Plaek Phibunsongkhram fue reemplazado por Khuang Abhaiwongse, que cambió a su país de bando. No obstante, Malasia y Singapur continuaron bajo control japonés hasta 1945, al final de la guerra, cuando el gobierno de Tokio rindió todas sus fuerzas en todo el mundo.

### Bibliography
- Bayly, Christopher / Harper, Tim: Forgotten Armies. Britain's Asian Empire and the War with Japan. Penguin Books, London, 2005
- Bose, Romen, "Secrets of the Battlebox: The Role and history of Britain's Command HQ during the Malayan Campaign", Marshall Cavendish, Singapore, 2005
- Burton, John (2006). Fortnight of Infamy: The Collapse of Allied Airpower West of Pearl Harbor. US Naval Institute Press. ISBN 978-1-59114-096-2.
- Corfield, Justin & Robin (2012). The Fall of Singapore. Singapore: Talisman Books. ISBN 978-981-07-0984-6.
- Cull, Brian (2004). Hurricanes Over Singapore: RAF, RNZAF and NEI Fighters in Action Against the Japanese over the Island and the Netherlands East Indies, 1942. London: Grub Street. ISBN 978-1-904010-80-7.
- Cull, Brian (2008). Buffaloes over Singapore: RAF, RAAF, RNZAF and Dutch Brewster Fighters in Action Over Malaya and the East Indies 1941–1942. London: Grub Street. ISBN 978-1-904010-32-6.
- Dixon, Norman F, On the Psychology of Military Incompetence, London, 1976
- Falk, Stanley L. (1975). Seventy days to Singapore: The Malayan Campaign, 1941–1942. London: Hale. ISBN 978-0-7091-4928-6.
- Farrell, Brian (2015). The Defence and Fall of Singapore. England: Monsoon. ISBN 978-981-4423-88-5.
- Kelly, Terence (2008). Hurricanes Versus Zeros: Air Battles over Singapore, Sumatra and Java. Barnsley: Pen and Sword. ISBN 978-1-84415-622-1.
- L., Klemen (1999–2000). «Forgotten Campaign: The Dutch East Indies Campaign 1941–1942». Archivado desde el original el 26 de julio de 2011.
- Kratoska, Paul H. (30 de abril de 2018). The Japanese Occupation of Malaya and Singapore, 1941-45: A Social and Economic History. NUS Press. ISBN 978-9971-69-638-2.
- Seki, Eiji. (2006). Mrs. Ferguson's Tea-Set, Japan and the Second World War: The Global Consequences Following Germany's Sinking of the SS Automedon in 1940. London: Global Oriental. ISBN 978-1-905246-28-1 (cloth) [reprinted by University of Hawaii Press, Honolulu, 2007 – UH Press: Books and Journals published by the University of Hawaii Press previously announced as Sinking of the SS Automedon and the Role of the Japanese Navy: A New Interpretation.
- Shores, Christopher F; Cull, Brian; Izawa, Yasuho. Bloody Shambles, The First Comprehensive Account of the Air Operations over South-East Asia December 1941 – April 1942 Volume One: Drift to War to the Fall of Singapore. London: Grub Street Press. (1992) ISBN 978-0-948817-50-2
- Smith, Colin, Singapore Burning: Heroism and Surrender in World War II, London, 2005.
- Smyth, John George Smyth, Percival and the Tragedy of Singapore, MacDonald and Company, 1971.
- Thompson, Peter, The Battle for Singapore, London, 2005, ISBN 978-0-7499-5068-2 (HB)
- Warren, Alan, Singapore: Britain's Greatest Defeat, Singapore, 2002.
- Wigmore, Lionel (1957). Chapter 8: Invasion of Malaya. «Part II: South–East Asia Conquered». The Japanese Thrust. Australia in the War of 1939–1945. Series 1 – Army IV (online, 1st edición) (Canberra, ACT: Australian War Memorial). pp. 137-152. OCLC 464084033. RCDIG1070203. Consultado el 3 de noviembre de 2016.
- Gurcharn Singh Sandhu, The Indian cavalry: history of the Indian Armoured Corps, Volume 2, Vision Books, 1978 ISBN 978-81-7094-004-3